# Коданипорк, Мета Александровна
Ме́та Алекса́ндровна Ко́данипорк (до 1934 года — Коданибург; 1904—1983) — советская эстонская оперная певица (сопрано). заслуженная артистка Эстонской ССР (1950).

## Биография
Родилась 10 (23 декабря) 1904 года в Ревеле (ныне Таллин, Эстония).
Училась пению в частной студии Сергея Мамонтова, в 1924 году поступила в Таллинскую консерваторию. В 1927—1944 годах — солистка смешанного хора Музыкального отдела оперного театра «Эстония». В 1944—1964 годах — солистка оперы ЭстТОБ «Эстония».
Умерла 18 января 1983 года в Таллине.

## Награды и премии
- орден Трудового Красного Знамени (30.12.1956)
- заслуженная артистка Эстонской ССР (1950)
- Сталинская премия второй степени (1950) — за исполнение партии Татьяны в оперном спектакле «Евгений Онегин» П. И. Чайковского (1949) на сцене ЭстГАТОБ «Эстония»
- приз Георга Отса (1979)